# 白樹里
22°45′34.84″N 120°18′6.7516″E / 22.7596778°N 120.301875444°E
白樹里是中華民國高雄市橋頭區的一個里，北起甲樹路，西至中正路，沿隆豐路南至樹和路，北接東林里，西鄰德松里、橋南里，南接仕豐里、仕和里，東鄰新莊里、芋寮里。本里先民以朱、戴、王三姓最早遷入墾荒，在村落房舍四週種山柑，人稱之為「白樹仔」，因此得名。